# Бичевање мора
Бичевање мора једна је анегдоте о познатим историјској личности Ксерксу I, персијском цару, за време Другог грчко-персијског рата (492—449. п. н. е.) која се граничи са фантастиком.

## Историјски услови у којима је настала анегдота
Ксеркс I, персијски цар, за време Другог грчко-персијског рата (492—449. п. н. е.) да би могао из Мале Азије доћи до Грчке требало је прећи Хелеспонт (Дарданеле). У том циљу најбољим градитељима мостова из свих делова свог царства Ксерек је наредио да премосте Хелеспонт понтонским мостом, како би персијска војска могла прећи на европску страну мореуза.
Таман кад су градитељи премостили Хелеспонт, уз помоћ 676 бродова поређаних један до другог, велика олуја у мореузу, покидала је везове између бродова и разбила их у парам парчад.